# آيت بوهروة (بلفاع)
آيت بوهروة هي إحدى مشيخات المملكة المغربية، تتبع جغرافيا لإقليم شتوكة آيت باها وإداريًا لبلفاع. يقدر عدد سكانها بـ 5194 نسمة حسب الإحصاء الرسمي للسكان والسكنى لسنة 2004.